# Periomphale balansae
Periomphale balansae är en tvåhjärtbladig växtart som beskrevs av Henri Ernest Baillon. Periomphale balansae ingår i släktet Periomphale och familjen Alseuosmiaceae. Inga underarter finns listade i Catalogue of Life.